# دونالد راموتار
دونالد راموتار (به انگلیسی: Donald Ramotar) (زاده ۲۲ اکتبر ۱۹۵۰)، سیاست‌مدار و رئیس‌جمهور کشور گویان از دسامبر ۲۰۱۱ تا ۱۵ مه ۲۰۱۵ بود. وی دبیر کل حزب ترقی خواه خلق (PPP) از سال ۱۹۹۷ است.
او در دانشگاه گویان در رشته اقتصاد تحصیل کرده‌است و از سال ۱۹۸۸ تا ۱۹۹۳، دبیر بین‌المللی اتحادیه کارگران کشاورزی گویان بود.
دونالد راموتار جایگزین بهارات جاگدئو شده بود.
گویان نیز از جمله کشورهای عضو سازمان کنفرانس اسلامی است که دارای سیاست مستقل از آمریکا است و با ایران روابط دیپلماتیک دارد. جاگدئو، رئیس‌جمهور وقت این کشور در بهمن ماه ۱۳۸۸ دیدارهایی با سید علی خامنه‌ای، رهبر ایران و محمود احمدی نژاد داشته‌است.